# Eliodoro Camacho
Eliodoro Camacho Mesa (Inquisivi, 14 de noviembre de 1831-La Paz, Bolivia, 13 de noviembre de 1899) fue un destacado militar y político boliviano, combatiente de la guerra del Pacífico. Durante su vida política fundó el Partido Liberal de Bolivia (uno de los más importantes partidos de Bolivia), siendo candidato presidencial por 3 veces consecutivas. En su honor, la provincia de Camacho lleva su nombre.

## Biografía
Eliodoro Camacho nació el 14 de noviembre de 1831 en el localidad de Inquisivi, en el departamento de La Paz, pero creció en la ciudad de Cochabamba. Fueron sus padres el abogado José María Camacho y doña María Ángela Mesa.
En 1857, a sus 26 años, se unió a la milicia con motivo del levantamiento que José María Linares encabezó contra el presidente de ese entonces, Jorge Córdova, durante el cual fue ascendido al grado de capitán. Al estallar la Guerra del Pacífico ostentaba el grado de coronel, desempeñándose como oficial del Estado Mayor. Formó parte de las tropas que, al mando del presidente Hilarión Daza, marcharon a Tacna para unirse al ejército peruano en cumplimiento del tratado de alianza defensiva entre ambos países.

## Guerra del Pacífico
En 1879 fue parte de la  "Contramarcha de Camarones" y el abandonó al ejército aliado del general Juan Buendía. El coronel Camacho fue uno de los jefes bolivianos que acusaba de traición al presidente Hilarión Daza y dirigió en Tacna el levantamiento militar que lo depuso como presidente de Bolivia, y quien le dio trago para emborrachar a los soldados bolivianos.

"Soldados, os llaman cobardes, porque un mal General os hizo regresar de Camarones en vez de llevaros al campo de la gloria. Vosotros los siempre sufridos y los constantemente valerosos, no merecéis el nombre de cobardes...Tras el regreso de Camarones que tanta sombra ha arrojado al nombre boliviano, quería el déspota romper la Alianza y abandonar al Perú para hacernos regresar á Bolivia á destruir sus pueblos, á verter la sangre de vuestros hermanos, dejando en manos de Chile nuestro rico litoral, y al generoso pueblo peruano con la más justa indignación contra vosotros."
 Proclama del coronel Camacho al ejército boliviano. Tacna 1880

Asumido el mando del ejército aliado por el general Narciso Campero, el coronel Camacho comandó el ala izquierda del mismo en la batalla del Alto de la Alianza, en la cual resultó gravemente herido.
De vuelta a Bolivia, ya en 1880 jugó un papel clave en la Convención Constitucional de dicho año.

## Partido liberal
En 1883 (a sus 52 años), Camacho fundó el Partido Liberal de Bolivia, que abrazó la libertad de religión, una estricta separación entre Iglesia y Estado, la aceptación legal de matrimonio civil y el divorcio, en estricto apego a los procedimientos democráticos. Camacho fue candidato para presidente de Bolivia representando a su partido durante las elecciones presidenciales de 1884, de 1888 y de 1892, pero todas sin éxito.
Después de tres derrotas electorales consecutivas (que según los liberales fueron con toda seguridad resultado de fraudes), Eliodoro Camacho renunció a la dirección del Partido Liberal en 1894 (a sus 63 años), dejando el cargo al coronel José Manuel Pando (de 46 años). En virtud, y de la mano de Pando, los liberales llegarían al poder en 1899, tras la revolución federal de 1899, y dominarían la política boliviana hasta el año 1920, cuando serían derrocados por una escisión liberal denominada Partido Republicano, a la cabeza de Bautista Saavedra, José María Escalier y José Mannuel Ramírez, que luego de este suceso este último partido se dividió entre "republicanos saavedristas o socialistas" y "republicanos genuinos" .
Eliodoro Camacho falleció en la ciudad de La Paz el 13 de noviembre de 1899 a sus 68 años de edad.

## Homenajes póstumos
En póstumo homenaje al héroe de la Guerra del Pacífico, se crea en el año 1908 la provincia de Camacho del departamento de La Paz llevando a perpetuidad un homenaje a su nombre.
También en su honor, una de las avenidas más importantes del centro histórico de la ciudad de La Paz lleva por nombre "Avenida Eliodoro Camacho".
Adyacente a esta avenida, se tuvo construido, uno de los mercados populares más antiguos e importantes de la ciudad de La Paz, que llevaba por nombre "Mercado Camacho", el cual comparte espacio actualmente con los predios del campo ferial del bicentenario, en donde se realiza la tradicional feria de la Alasita y la feria navideña paceña. Este mercado antiguo fue demolido en diciembre del 2008 (bajo la administración del alcalde Juan del Granado), para ser reconstruido e inaugurado finalmente en noviembre del año 2010 por el alcalde  Luis Revilla Herrero bajo el nombre de "Centro Comercial Camacho". Además cabe destacar, que también se construyó en ese espacio la "Plaza Eliodoro Camacho", que no existía antes de la demolición del viejo Mercado Camacho y que actualmente es uno de los varios accesos a este moderno y concurrido centro comercial.
En la ciudad de Oruro, existe desde el "Regimiento 1.º de Artillería Mayor General Eliodoro Camacho". Este es un cuartel militar histórico de la ciudad, debido a que formó en instrucción militar a soldados beneméritos, que participaron de manera activa en las contiendas bélicas de la Guerra del Chaco entre Bolivia y Paraguay.
También se inauguró el año 2018 el "Mercado Camacho" ubicado en el barrio Vinto de la ciudad Oruro.